# Kleurreacties van korstmossen
Kleurreacties van korstmossen zijn chemische reacties van korstmossen om bepaalde secundaire metabolieten aan te tonen. Deze kleurreacties worden regelmatig gebruikt om korstmossen te determineren. Kleurreacties werden voor het eerst voorgesteld door de Finse botanicus William Nylander in 1866. In publicaties in 1866 suggereerde hij kleurtesten met kaliumhydroxide (KOH) en bleekpoeder om karakteristieke kleurreacties te krijgen - meestal geel, rood of groen. 
De reagentia worden gedruppeld op de schors van het thallus, merg of vruchtlichamen van het te testen korstmos. De verandering in de kleur duidt op de aanwezigheid van bepaalde licheenzuren die behoren tot de secundaire metabolieten. De aanwezigheid van dergelijke licheenstoffen leveren ook informatie over onderlinge verwantschappen van de onderzochte korstmossen. Dit vindt een toepassing in de chemotaxonomie.
De drie gebruikelijk testen zijn de C-test met verzadigde waterige oplossing van calciumhypochloriet (bleekpoeder), de K-test met een waterige oplossing van kaliumhydroxide (kaliloog), en de PD-test of P-test met een alcoholische oplossing van parafenyleendiamine (PD). De gebruikte reagentia worden aangegeven met een hoofdletter: C, K of PD. De kleurverandering wordt beschreven door het "+" teken (positieve reactie) en de kleur wordt gegeven, het afwezig zijn van een reactie wordt aangegeven met het "-" teken (reactie niet waarneembaar). 

## C-test
De C-test maakt gebruik van een verzadigde oplossing van calciumhypochloriet (bleekpoeder) in water, of als alternatief een verdunde oplossing (5,25% wordt meestal gebruikt) van natriumhypochloriet, of onverdund huishoudbleekmiddel. Deze oplossingen worden doorgaans dagelijks vervangen omdat ze binnen 24–48 uur te gronde gaan; ze breken nog sneller af wanneer ze worden blootgesteld aan zonlicht (minder dan een uur) en daarom wordt aanbevolen om ze in een donkergekleurde fles te bewaren. Andere factoren die de ontbinding van deze oplossingen versnellen zijn hitte, vochtigheid en koolstofdioxide.
Kleuren die typisch worden waargenomen met de C-test zijn rood en oranje-roze. Chemische stoffen die een rode reactie veroorzaken, zijn onder meer anziaïnezuur, erythrine en lecanorzuur, terwijl die die oranjerood veroorzaken, gyrofoorzuur zijn. Zelden wordt een smaragdgroene kleur geproduceerd, veroorzaakt door de chemische stof strepsiline.
De volgende korstmossen hebben onder andere een C+ reactie: 
- blauw tot groenig: hamerblaadje
- geel: berijpte schotelkorst, open speldenkussentje
- oranje: bleekgroene schotelkorst, grijsgroene steenkorst, twijgschotelkorst, geel speldenkussentje, melige schotelkorst, grove mosterdkorst
- rood: groene veenkorst, dove heidelucifer, oosters schildmos, steentandpastakorst, wit sterschoteltje, gewone tandpastakorst, purperkring, grofgebogen schildmos, duindaalder, glanzend boomschildmos, gewoon sterschoteltje, lindeschildmos, rijpschildmos

## K-test
Het reagens voor de K-test is een waterige oplossing van kaliumhydroxide (KOH) (10–25%) of, bij afwezigheid van KOH, een 10% waterige oplossing van natriumhydroxide (NaOH, natronloog), die bijna identieke resultaten oplevert. Een 10% KOH-oplossing behoudt zijn effectiviteit ongeveer zes maanden tot een jaar. De test is afhankelijk van zoutvorming en vereist de aanwezigheid van ten minste één zure functionele groep in het molecuul. Korstmossen die een chinon bevatten als onderdeel van hun structuur zullen een donkerrode tot violette kleur produceren. Voorbeelden van verbindingen zijn de pigmenten die antrachinonen, naftochinonen en terfenylchinonen zijn. Gele tot rode kleuren worden geproduceerd met de K-test en sommige depsides (waaronder atranorine en thamnolinezuur), en veel β-orcinol depsidonen. Daarentegen vertonen xanthonen, pulvinezuurderivaten en usninezuur geen enkele reactie.

## PD-test
De P-test of PD-test maakt gebruik van een 1–5% alcoholische oplossing van parafenyleendiamine (PD), gemaakt door een druppel ethanol (70–95%) over een paar kristallen van de chemische stof PD te plaatsen. Dit levert een instabiele, lichtgevoelige oplossing op die ongeveer een dag meegaat. 
Steinersoplossing is een alternatieve vorm van deze oplossing, die veel langer mee gaat, hoewel deze een minder intense kleurreactie veroorzaakt. Het wordt meestal bereid door 1 gram PD, 10 gram natriumsulfiet en 0,5 milliliter detergent (afwasmiddel) op te lossen in 100 milliliter water. Aanvankelijk is de oplossing roze van kleur, later wordt het geleidelijk paars. Steinersoplossing gaat maanden mee. Het para-fenyleendiamine reageert met aldehyden en levert Schiff-basen op die geel tot rood van kleur zijn. De meeste β-orcinol depsidonen en enkele β-orcinol depsides zullen positief reageren. PD is giftig, zowel als poeder als als oplossing en oppervlakken die ermee in contact komen (inclusief huid) zullen verkleuren.

## KC-test
De KC-test kan worden uitgevoerd door het thallus te bevochtigen achtereenvolgens met K, onmiddellijk gevolgd door C (oplossing van calciumhypochloriet). De eerste toepassing van K hydrolyseert esterbindingen in depsides en depsidonen. Als er een fenolische hydroxylgroep vrijkomt die een meta vormt voor een andere hydroxylgroep, wordt een rode tot oranje kleur geproduceerd als C wordt toegepast. Alectoronzuur en fysisodisch zuur produceren deze kleur, terwijl een violette kleur ontstaat wanneer picrolicheenzuur aanwezig is. 
De CK-test is een minder vaak gebruikte variant die de volgorde van het aanbrengen van chemicaliën omkeert. Het wordt in speciale gevallen gebruikt bij het testen op oranje kleur geproduceerd door barbatinezuur of diffractaïnezuur, zoals aanwezig in rode heidelucifer (Cladonia floerkeana). 

## Andere chemische testen
Er zijn verschillende andere kleurtesten die niet vaak worden gebruikt vanwege hun beperkte toepasbaarheid, maar die nuttig kunnen zijn in situaties waarin bepaalde korstmosmetabolieten moeten worden gedetecteerd, of om onderscheid te maken tussen bepaalde soorten wanneer andere testen negatief zijn. 
Een 10% oplossing van bariumhydroxide (Ba(OH)2) geeft een violette kleur wanneer getest met diploschistesinezuur, een chemische stof die in sommige Diploschistes-soorten wordt aangetroffen. Een verzadigde oplossing van bariumperoxide (BaO2), getest met olijftorinezuur, zal een gele kleur krijgen die na enkele minuten groen wordt. 
Een 1% (gewicht per volume) oplossing van ijzer(III)chloride (FeCl3) in ethanol produceert verschillende mogelijke kleuren wanneer getest met verbindingen die fenolische groepen hebben. 
De N-test maakt gebruik van een 35%-oplossing van salpeterzuur, die kan worden gebruikt om soorten Melanelia te onderscheiden van bruine soorten Xanthoparmelia.

## UV-test
Sommige korstmosmetabolieten fluoresceren onder ultraviolette straling, zodat het blootstellen van bepaalde delen van het korstmos aan een UV-lichtbron de aanwezigheid of afwezigheid van die metabolieten kan aantonen, vergelijkbaar met chemische testen. Voorbeelden van korstmosstoffen die een heldere fluorescentie in UV geven zijn alectoronzuur, lobaarzuur en divariaatzuur. In sommige gevallen kan de UV-lichttest worden gebruikt om onderscheid te maken tussen nauw verwante soorten, zoals Cladonia deformis (UV-) en Cladonia sulphurina (UV+, vanwege de aanwezigheid van squamaatzuur).